# Cascades d'Ouzoud
Pour les articles homonymes, voir Cascade.
Les cascades d'Ouzoud (en amazighe standard marocain : ⵉⵎⵓⵣⵣⴰⵔ ⵏ ⵡⵓⵥⵓⴷ, imuzzar n wuẓud, en arabe : شَلَّالَات أُوزُود, Šallālāt ʾŪzūd) sont des chutes d'eau d'environ 110 m de haut, sur trois paliers, sur un site géologique pittoresque de l'oued Tissakht, à 1 060 m d'altitude du massif de l'Atlas, dans le Haut Atlas central, au Maroc. Ce vaste site est un important lieu touristique marocain, à 15 km d'Azilal, 120 km de Béni Mellal, et 150 km au nord-est de Marrakech.

## Description
Ces chutes d'eau spectaculaires, considérées parmi les plus élevées et les plus belles du Maroc, souvent dominées par un arc-en-ciel, se situent dans une oued / vallée verdoyante rurale de grès rouge, semblable à une oasis, plantée d'oliveraies, d'amandiers, de figuiers, et autres caroubiers, ou une douzaine de petits moulins à huile traditionnels sont toujours en activité ...      

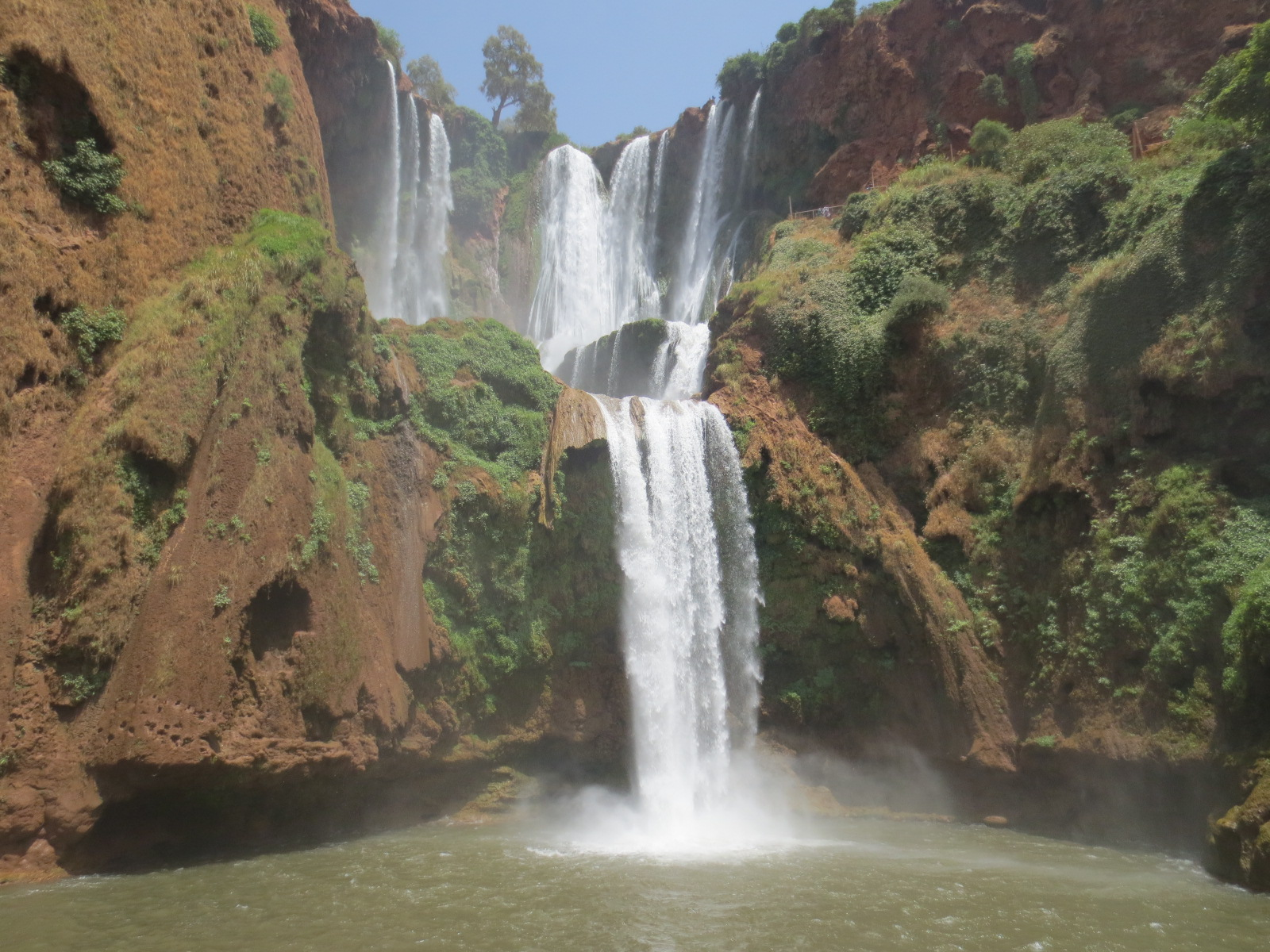
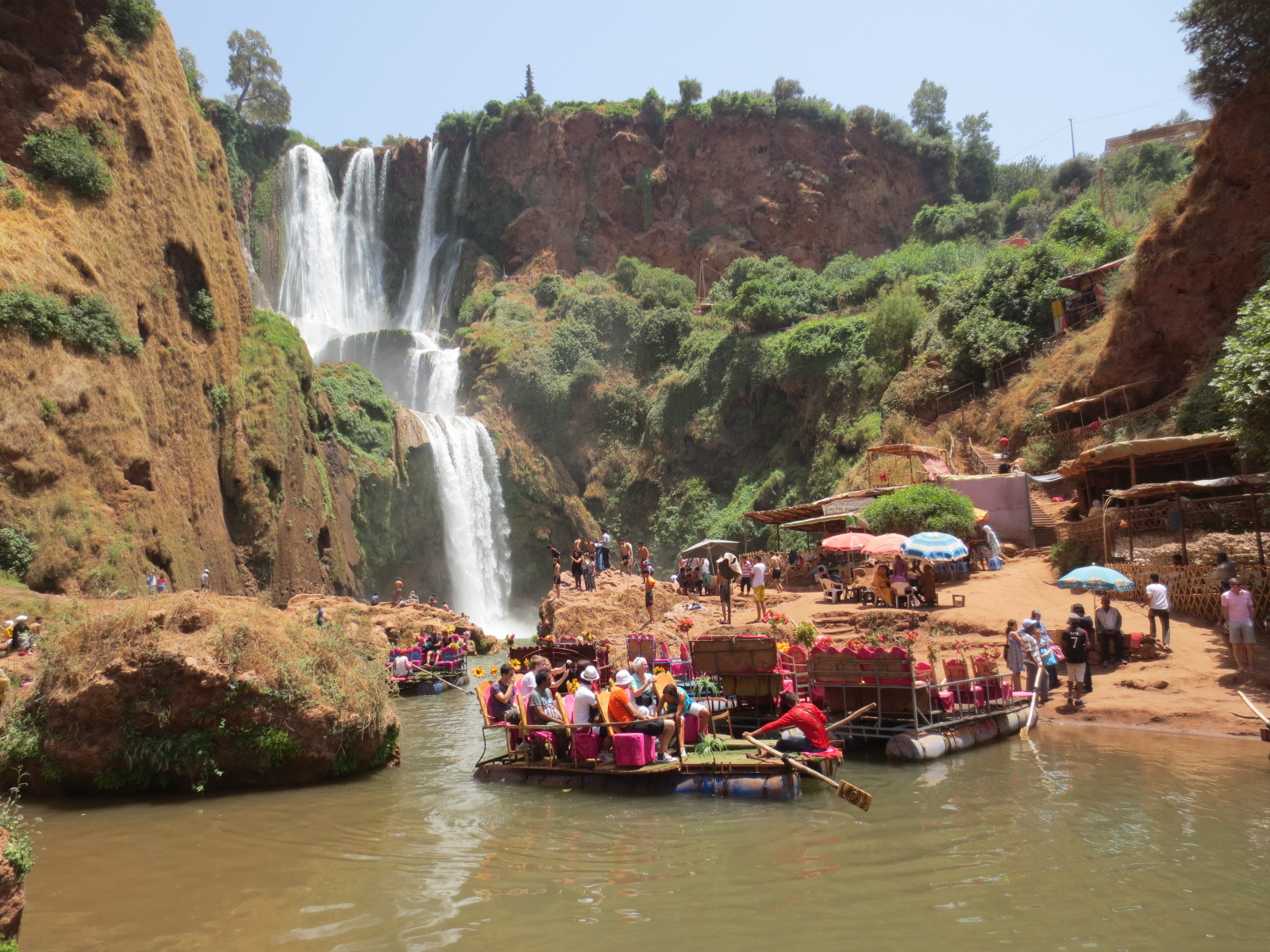
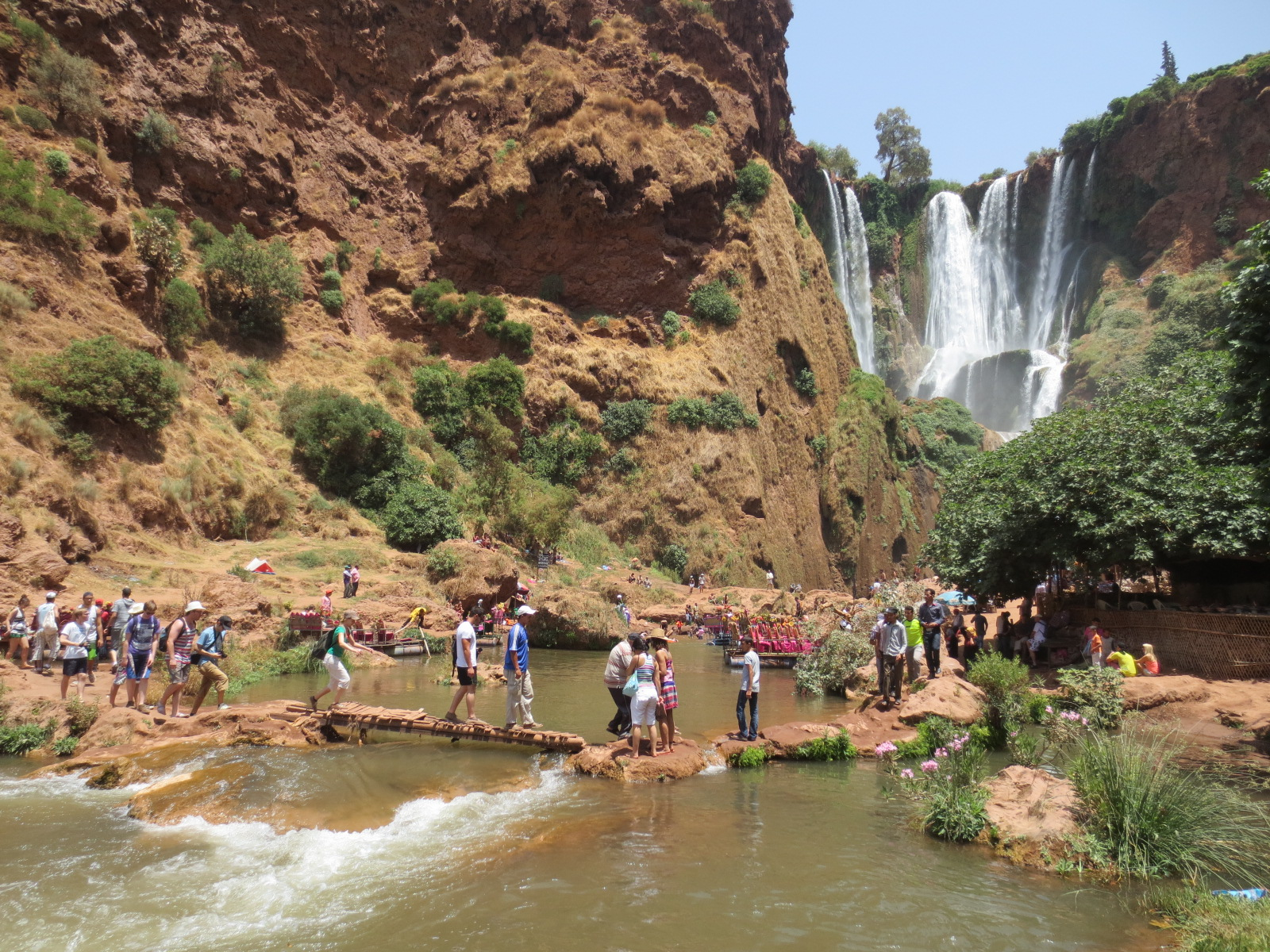
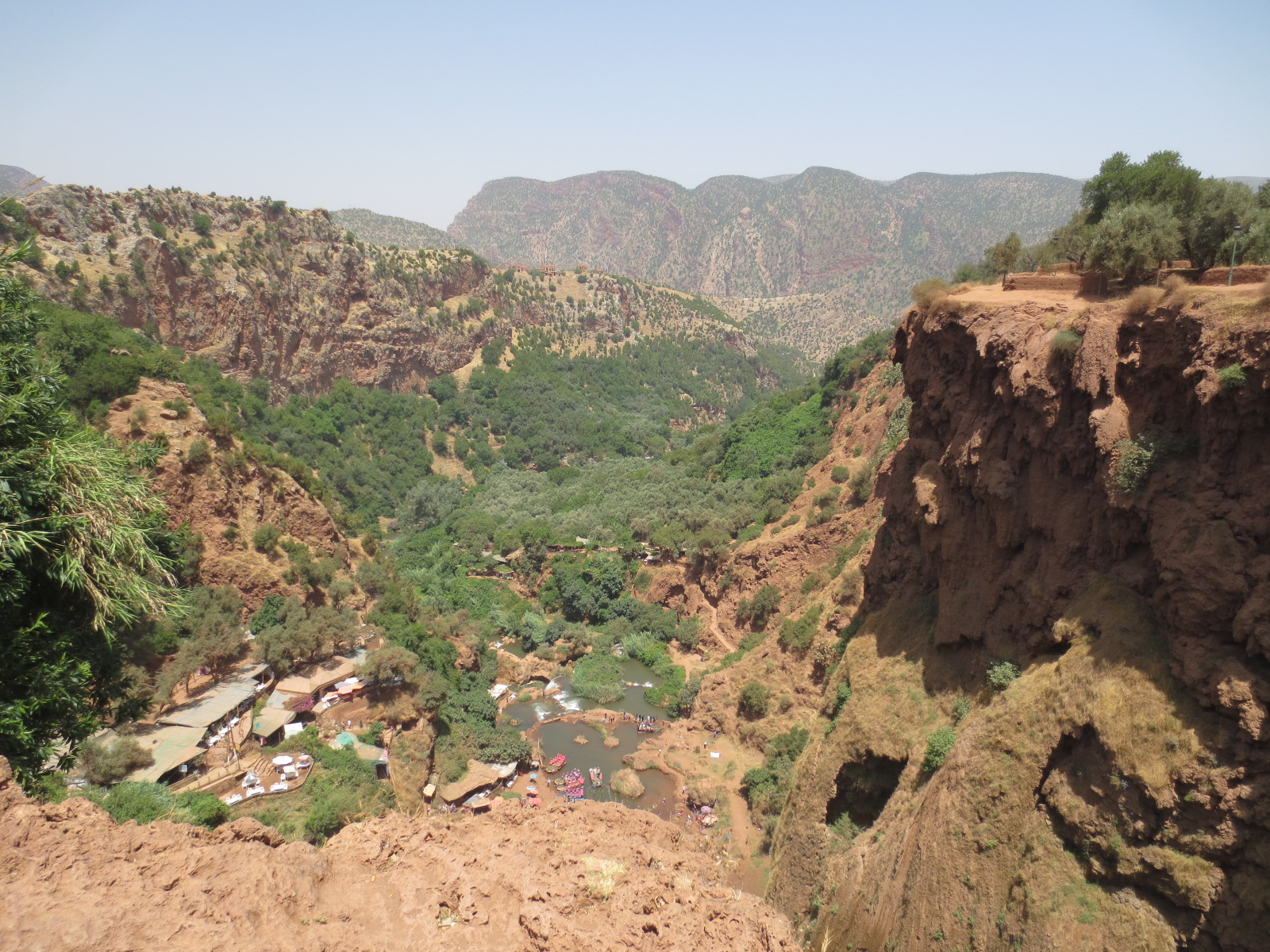

Les cascades d'Ouzoud sont accessibles à partir de la petite cité d'Aït Aâtab, à environ 25 km, en provenance de Béni Mellal ou de Marrakech, à travers la cité sucrière d'Oulad Ayad, de la province de Fkih Ben Salah.

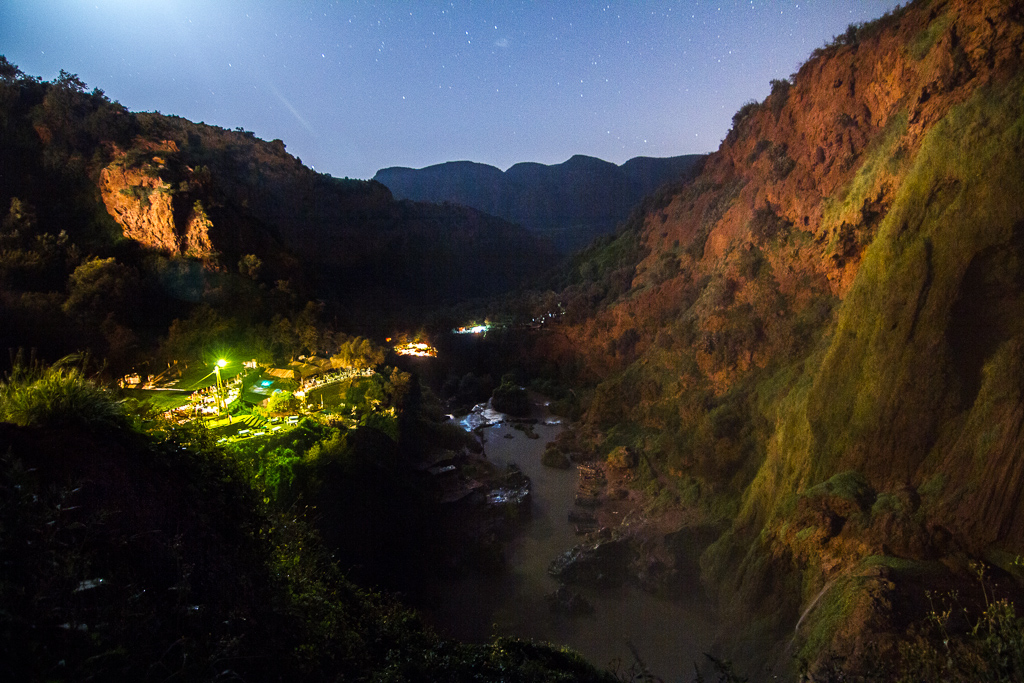
Site au milieu de la nuit
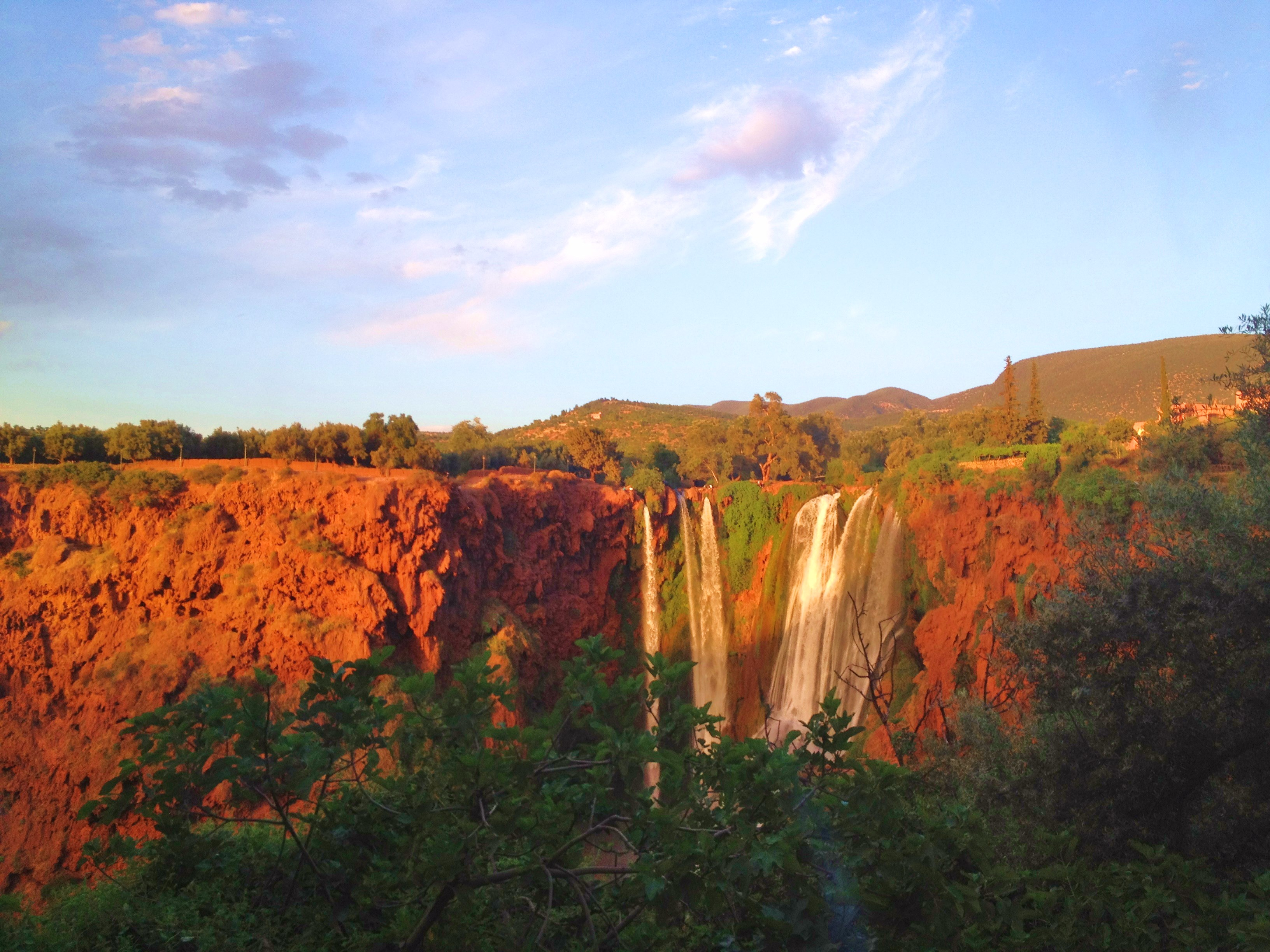
Ouzoud au crépuscule
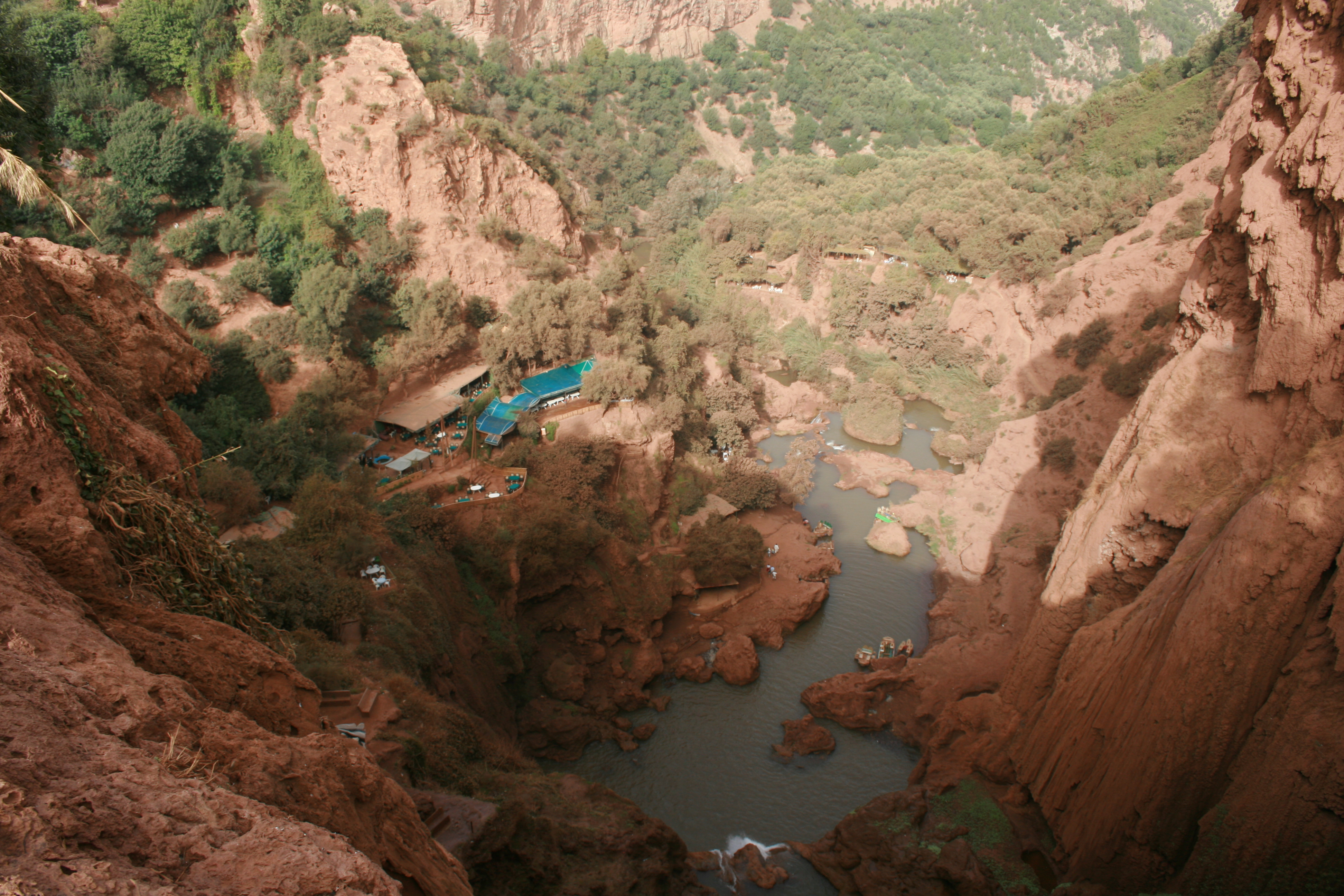

Le site touristique, calme et naturel, entièrement piéton, propose de nombreux campings à base de cabanes / huttes rudimentaires en bambou et roseau, lieux de baignade, petits restaurants en terrasse de cuisine berbère, boutiques d'artisanat marocain du Haut Atlas, le long d'un chemin piéton qui descend au pied de la cascade. 
Bien que classé comme SIBE, ce site est de plus en plus dénaturé par les activités touristiques. Ces dernières affectent notamment le comportement des macaques berbères sauvages, mais habitués à recevoir de la nourriture par les touristes. Déchets et eaux usées sont souvent directement rejetés sur place, notamment dans l'oued. Chaque année, de nouveaux commerces apparaissent grignotant progressivement la végétation qui offrait autrefois un abri à la faune locale.

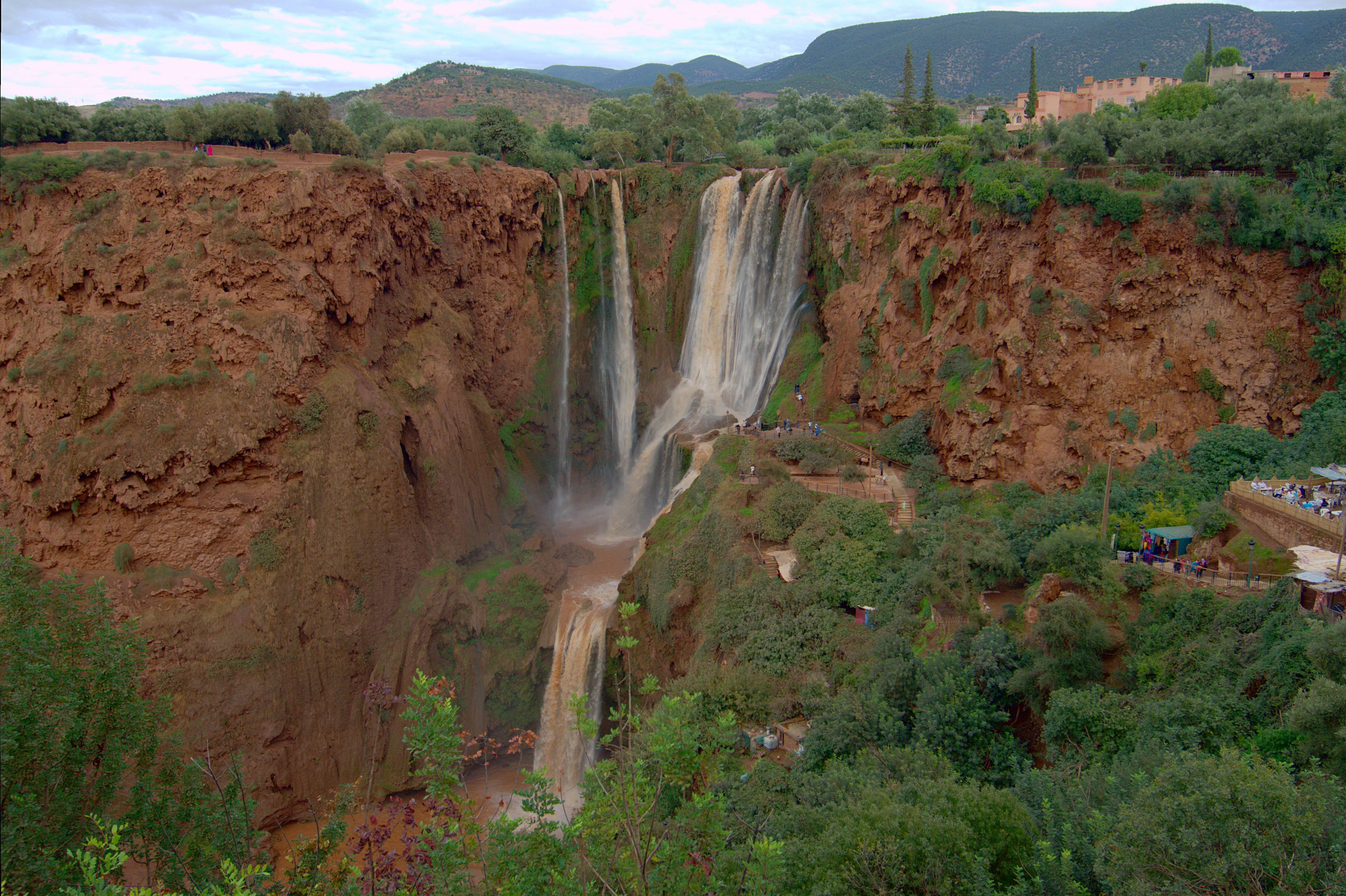
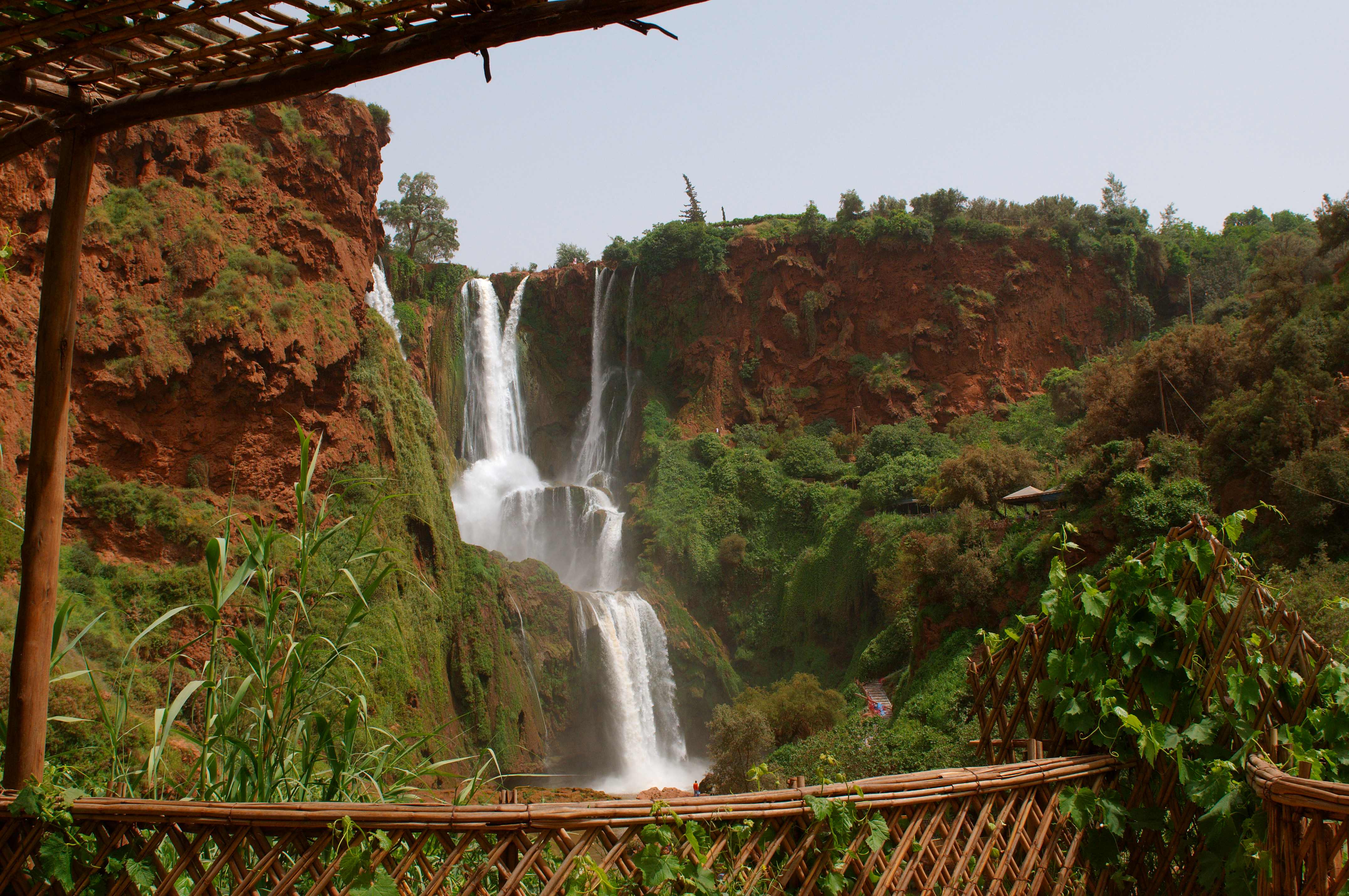
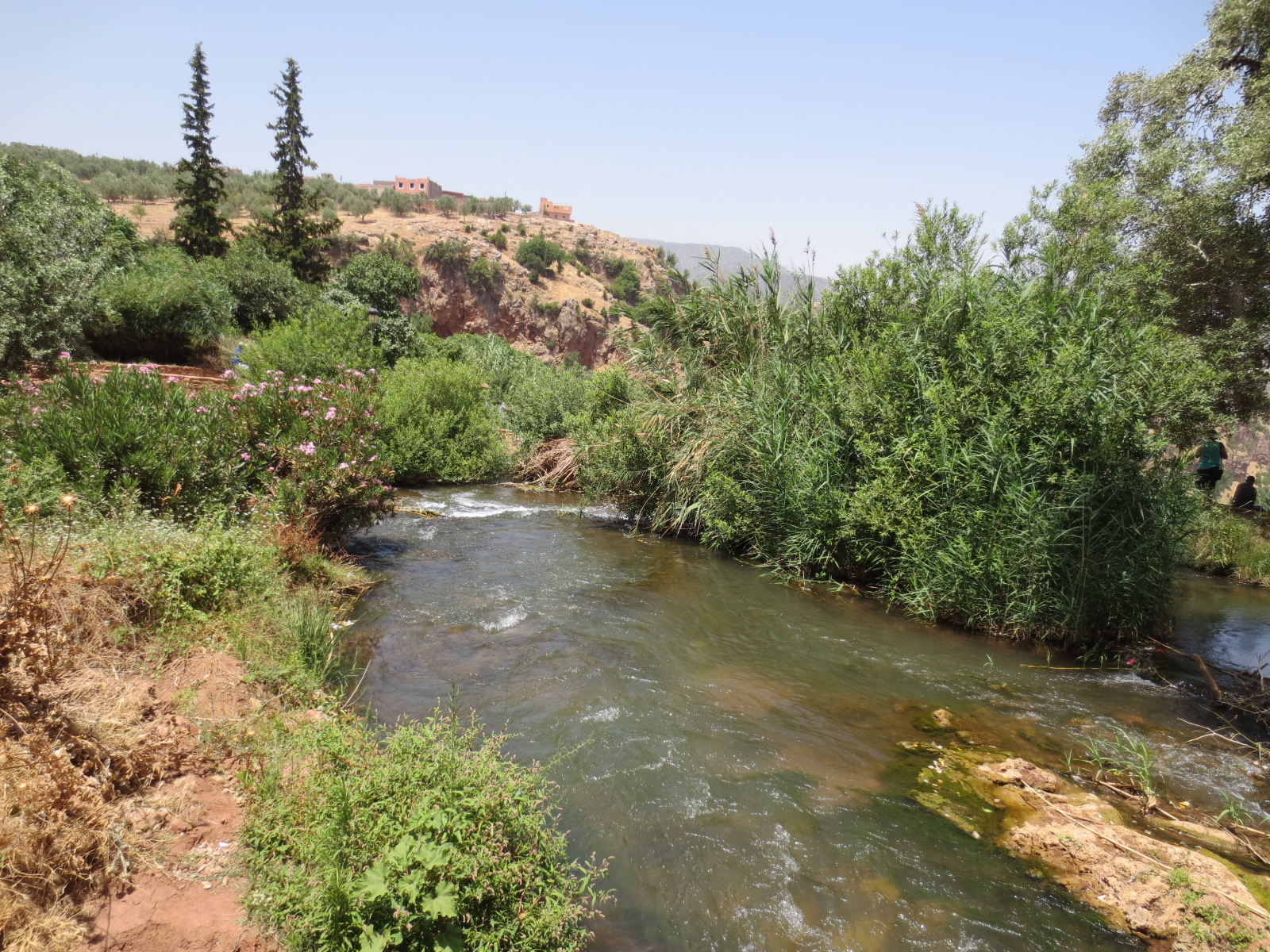
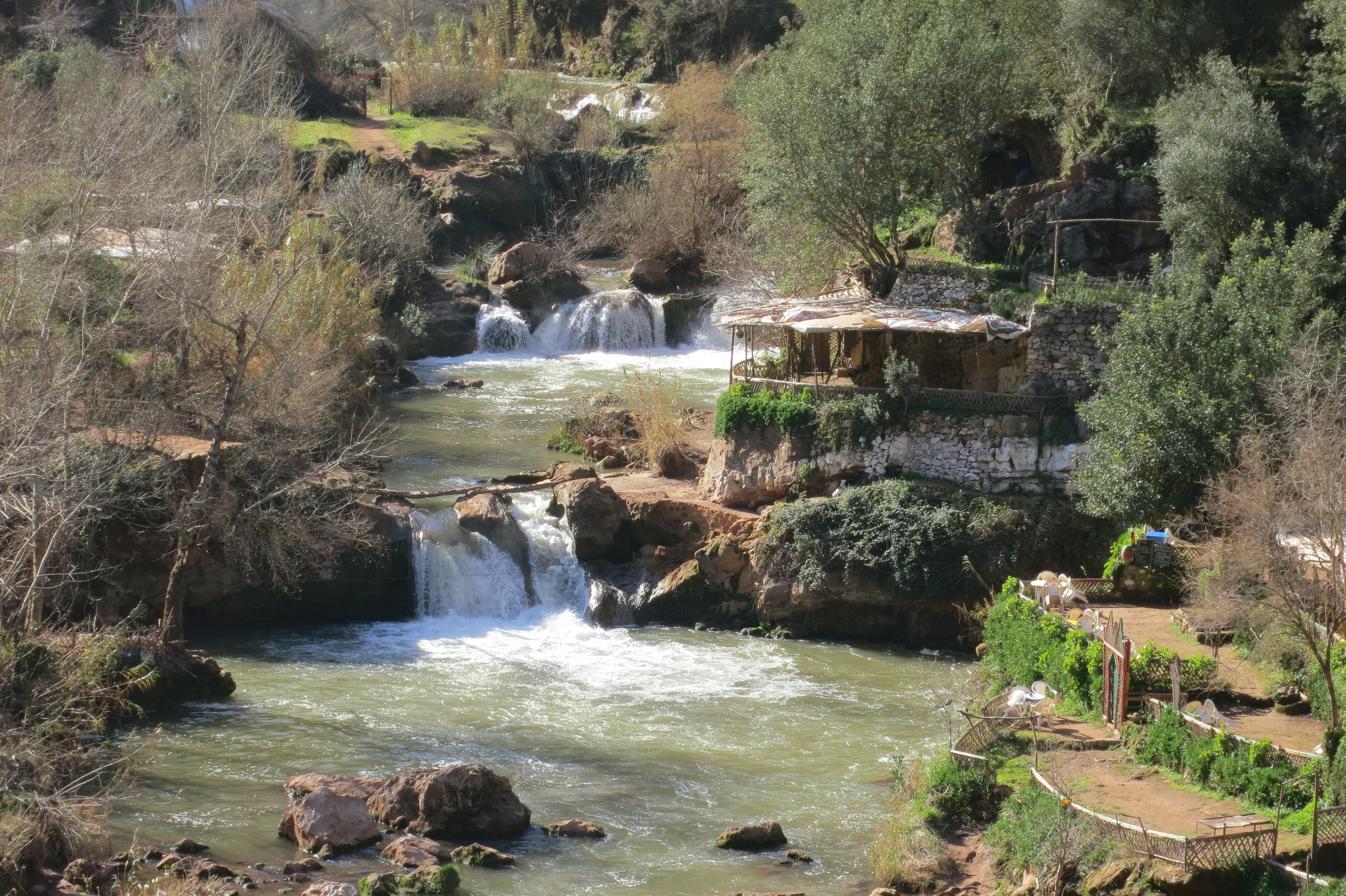
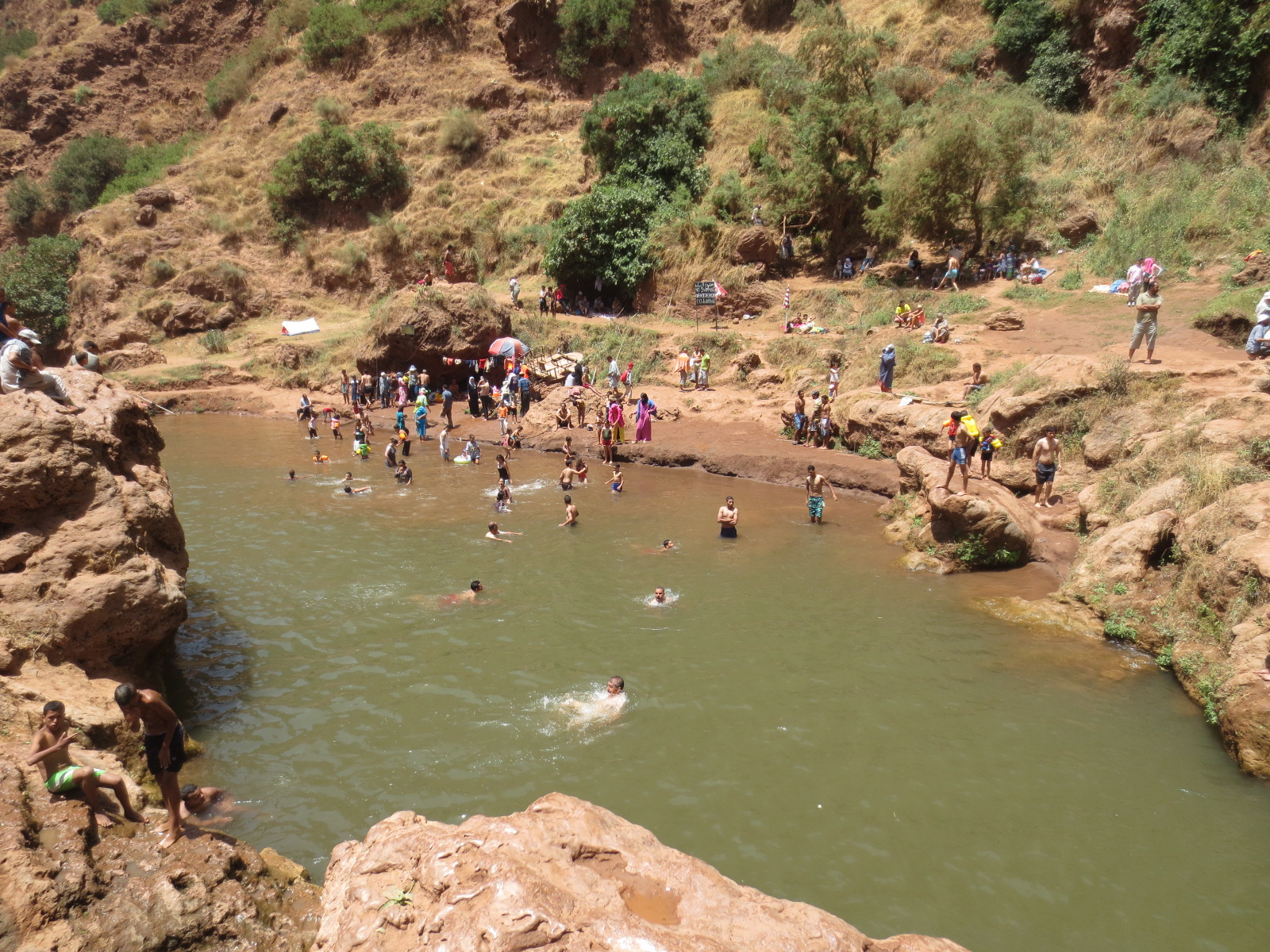
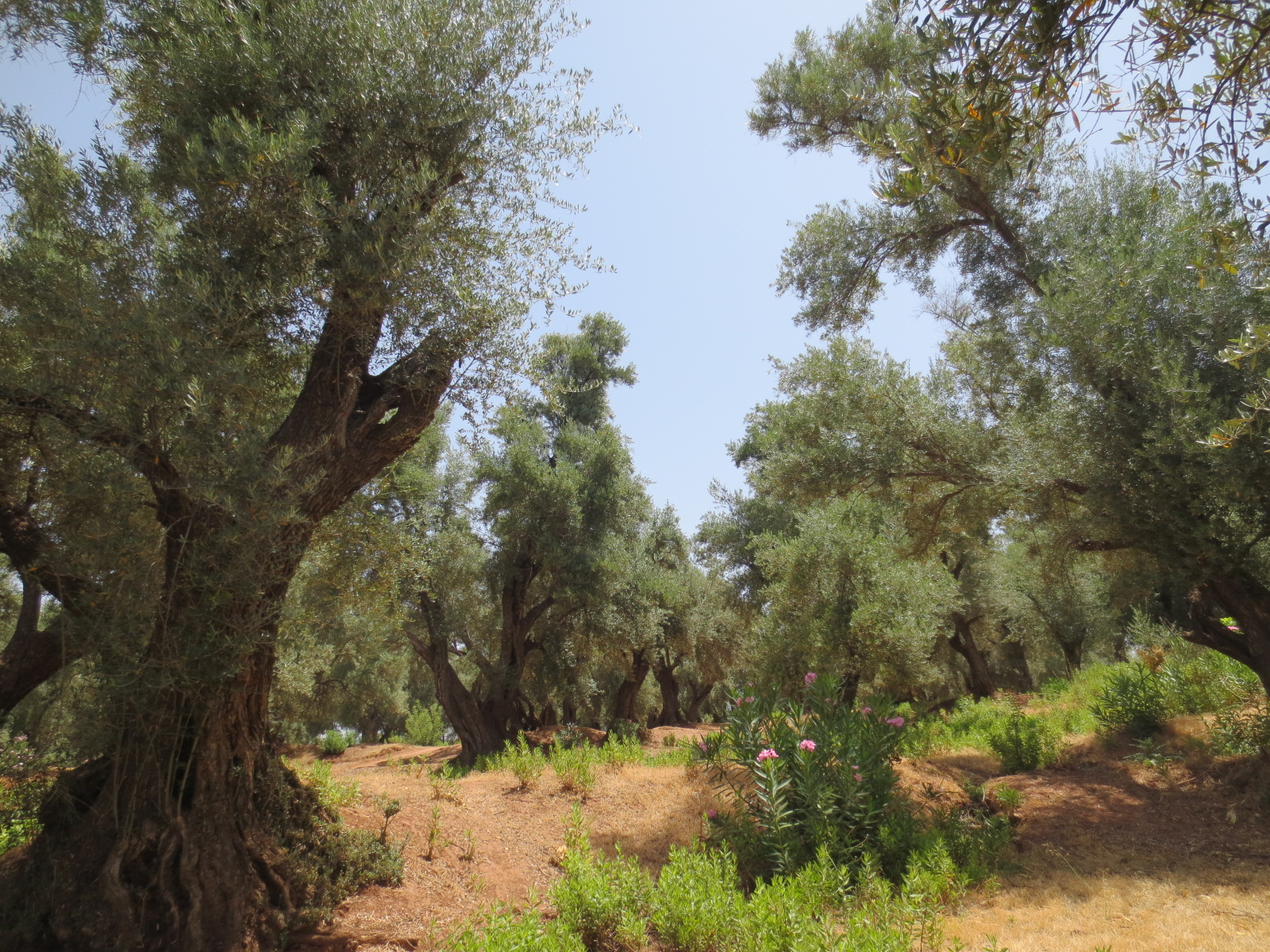
Oliveraie
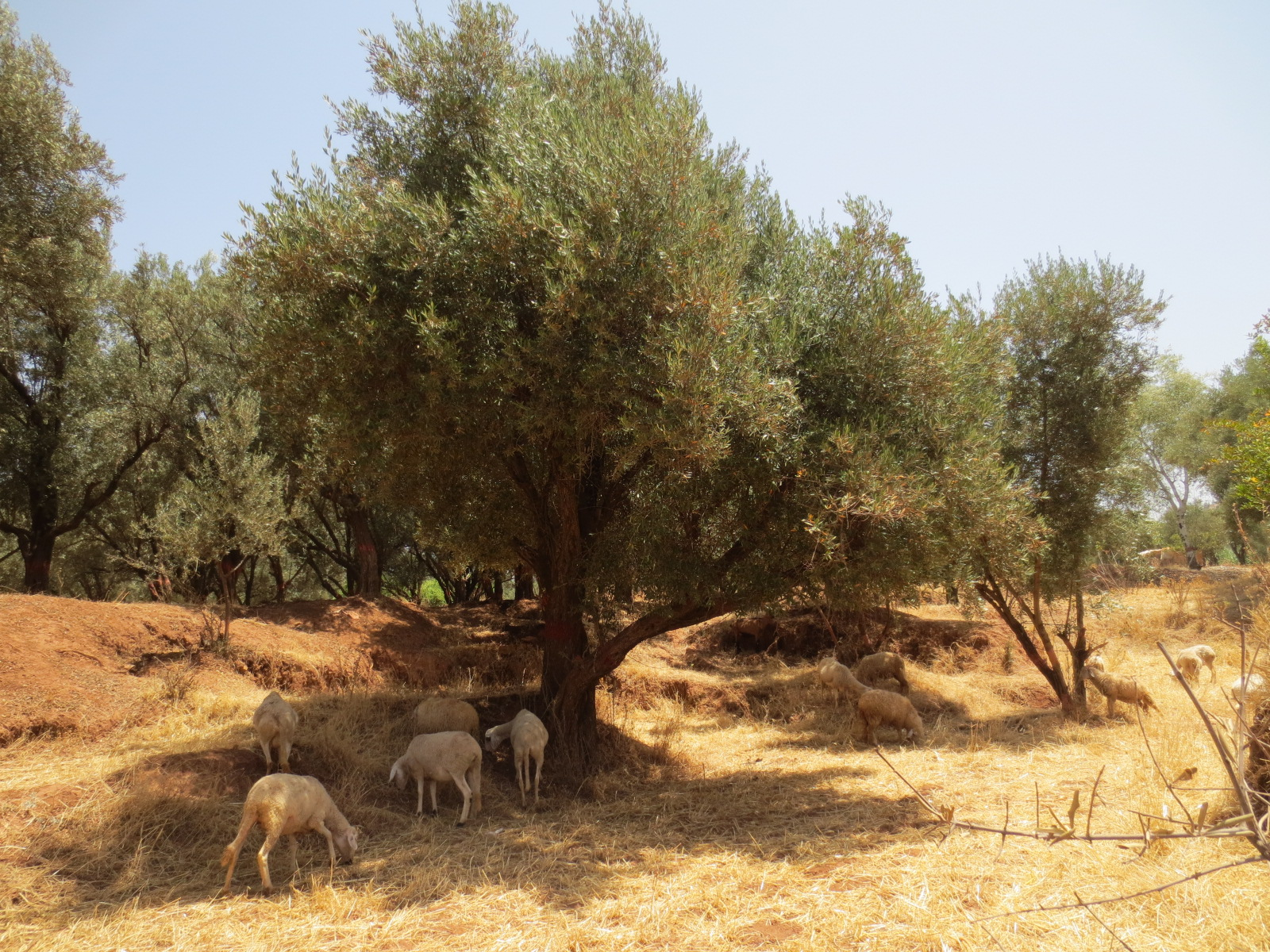
Oliveraie
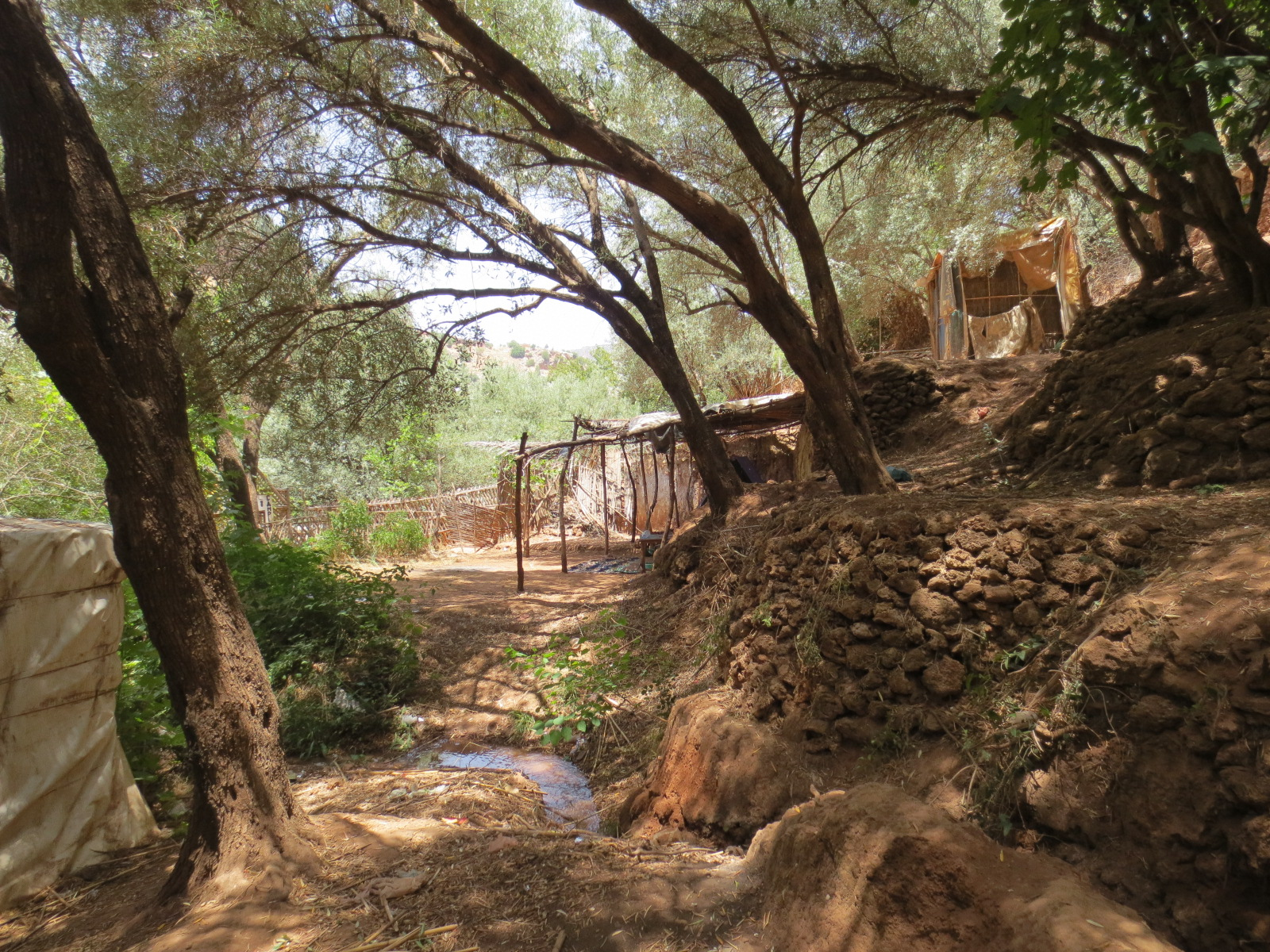
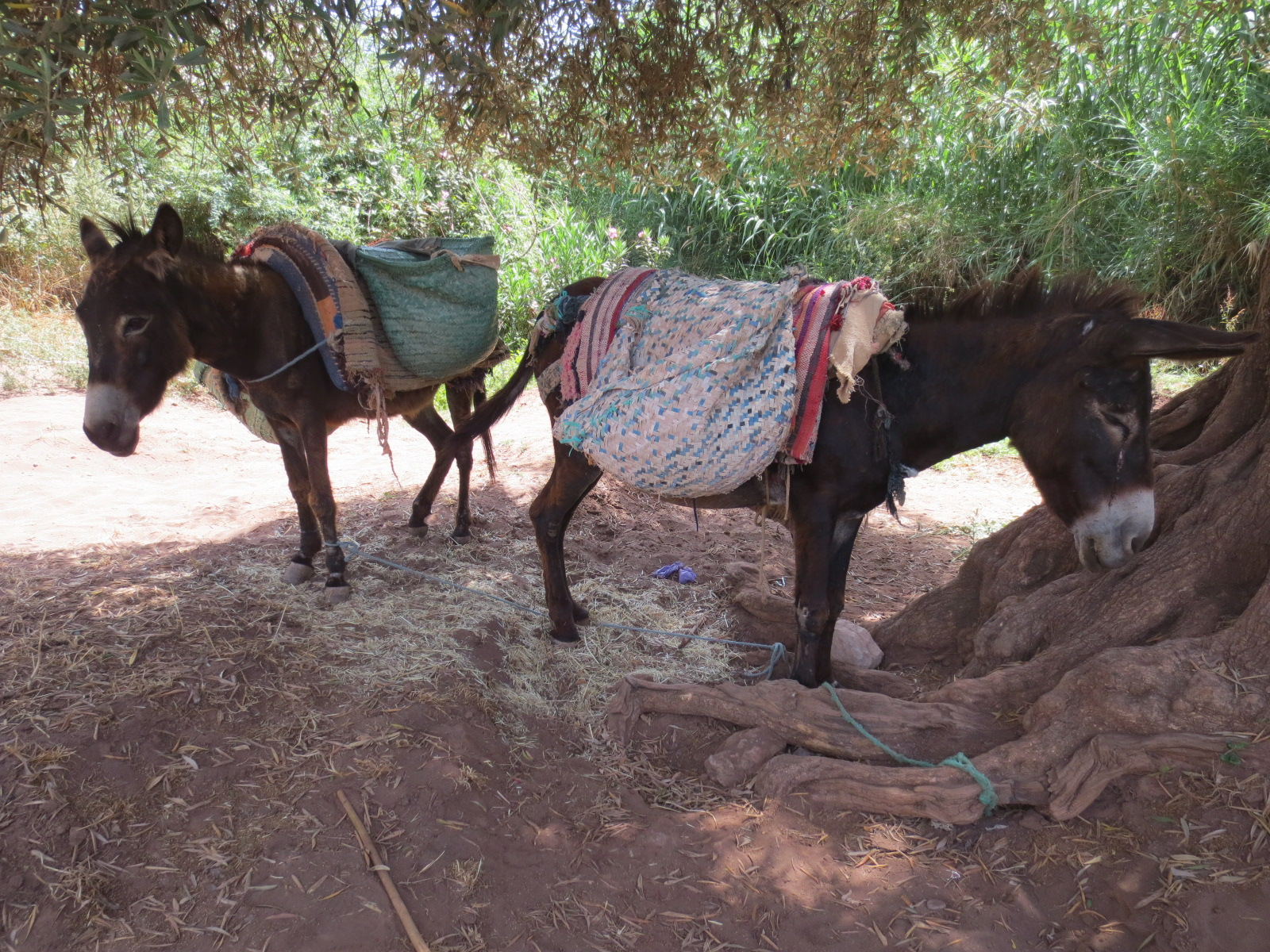
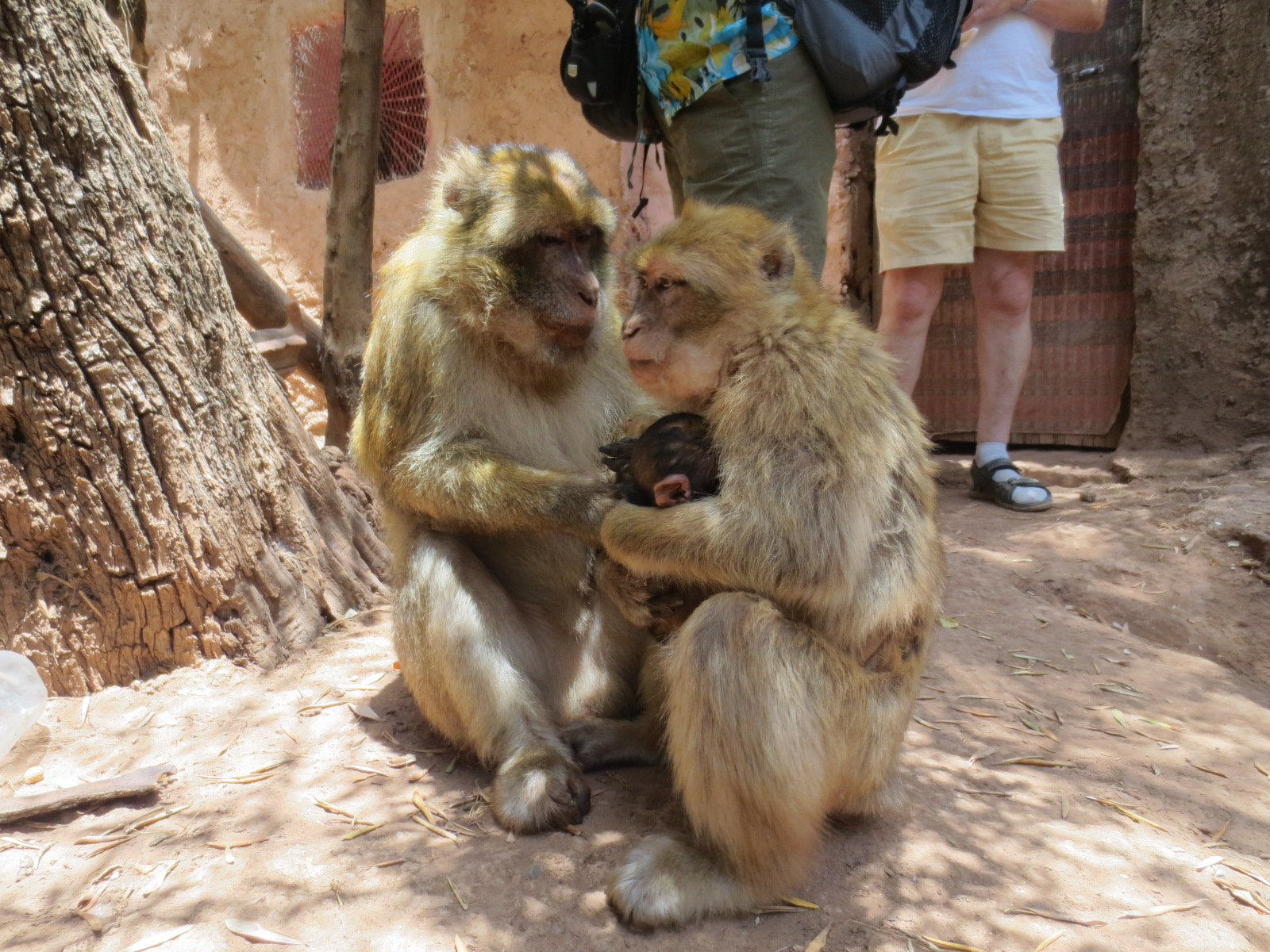
Quelques macaques berbère en liberté
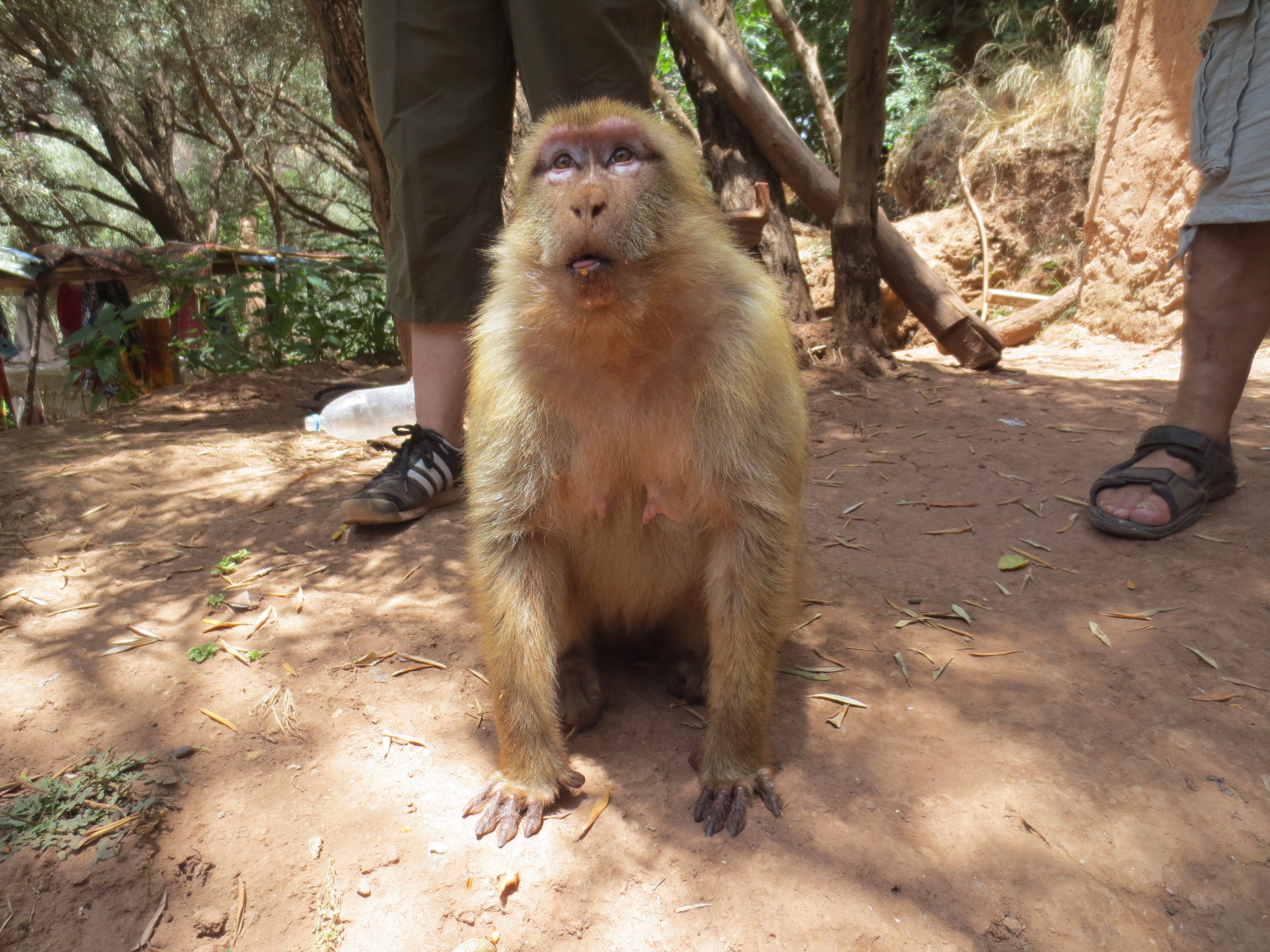
Macaque berbère
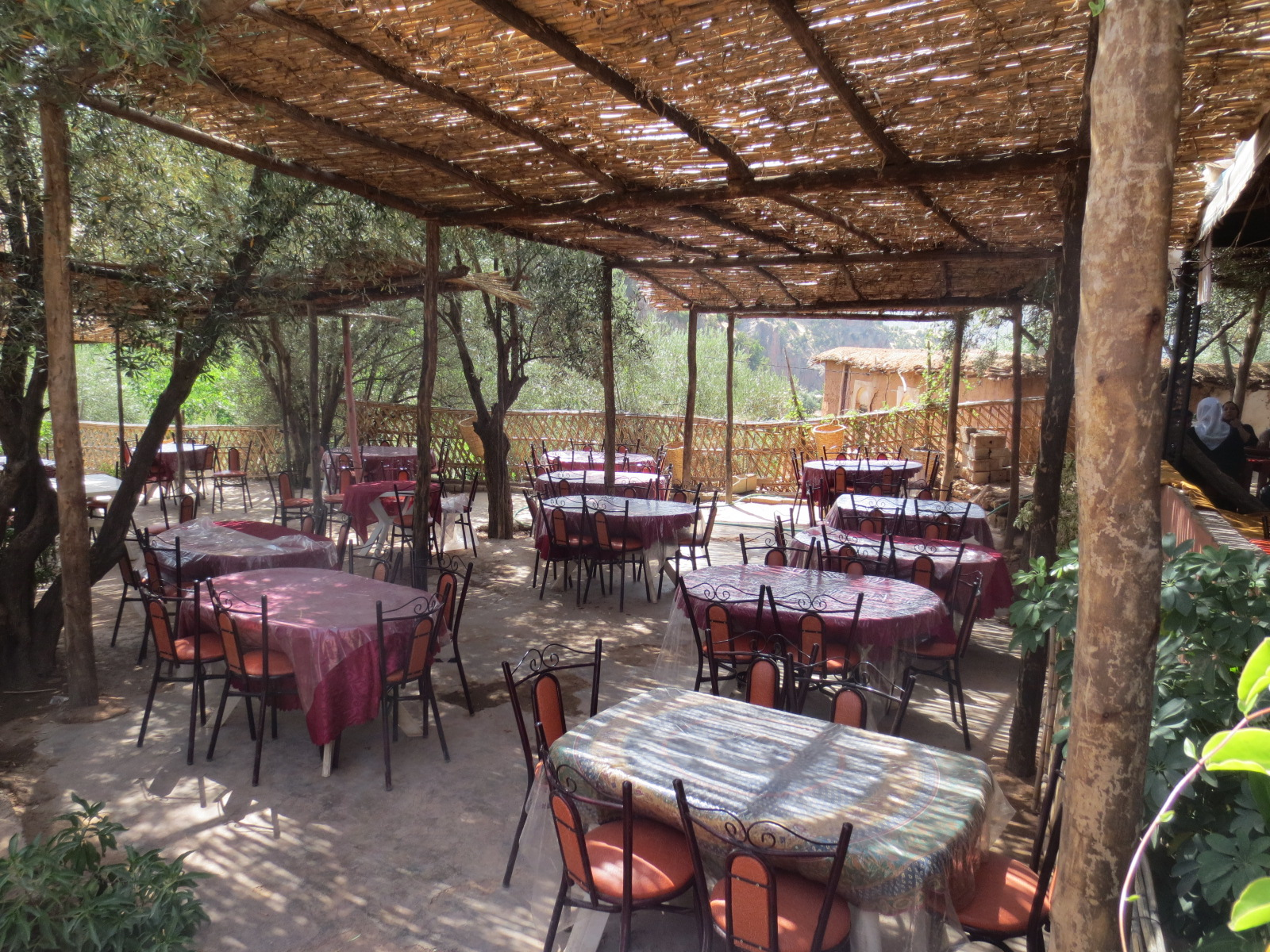
Terrasse de restaurant
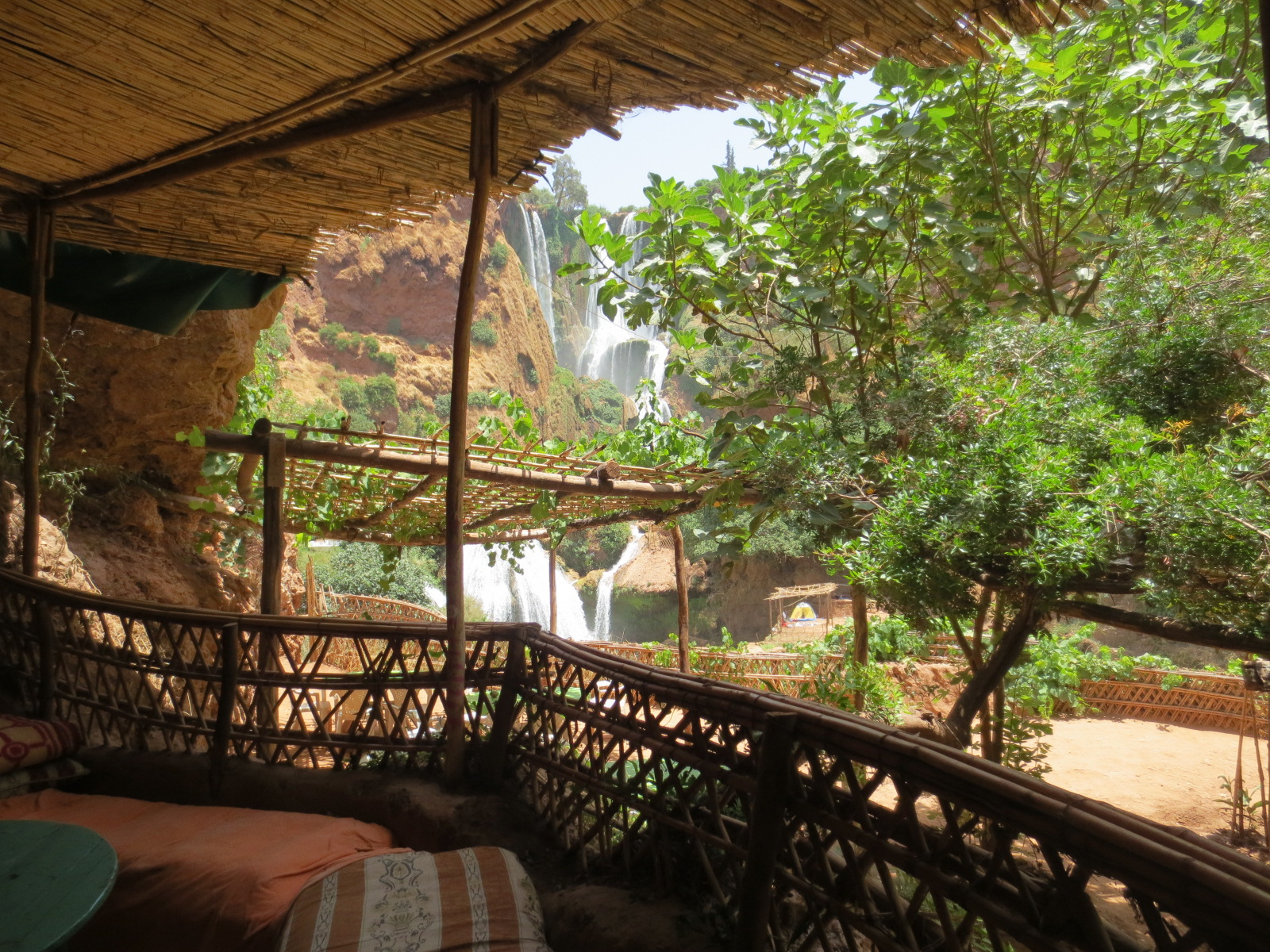
Terrasse de restaurant
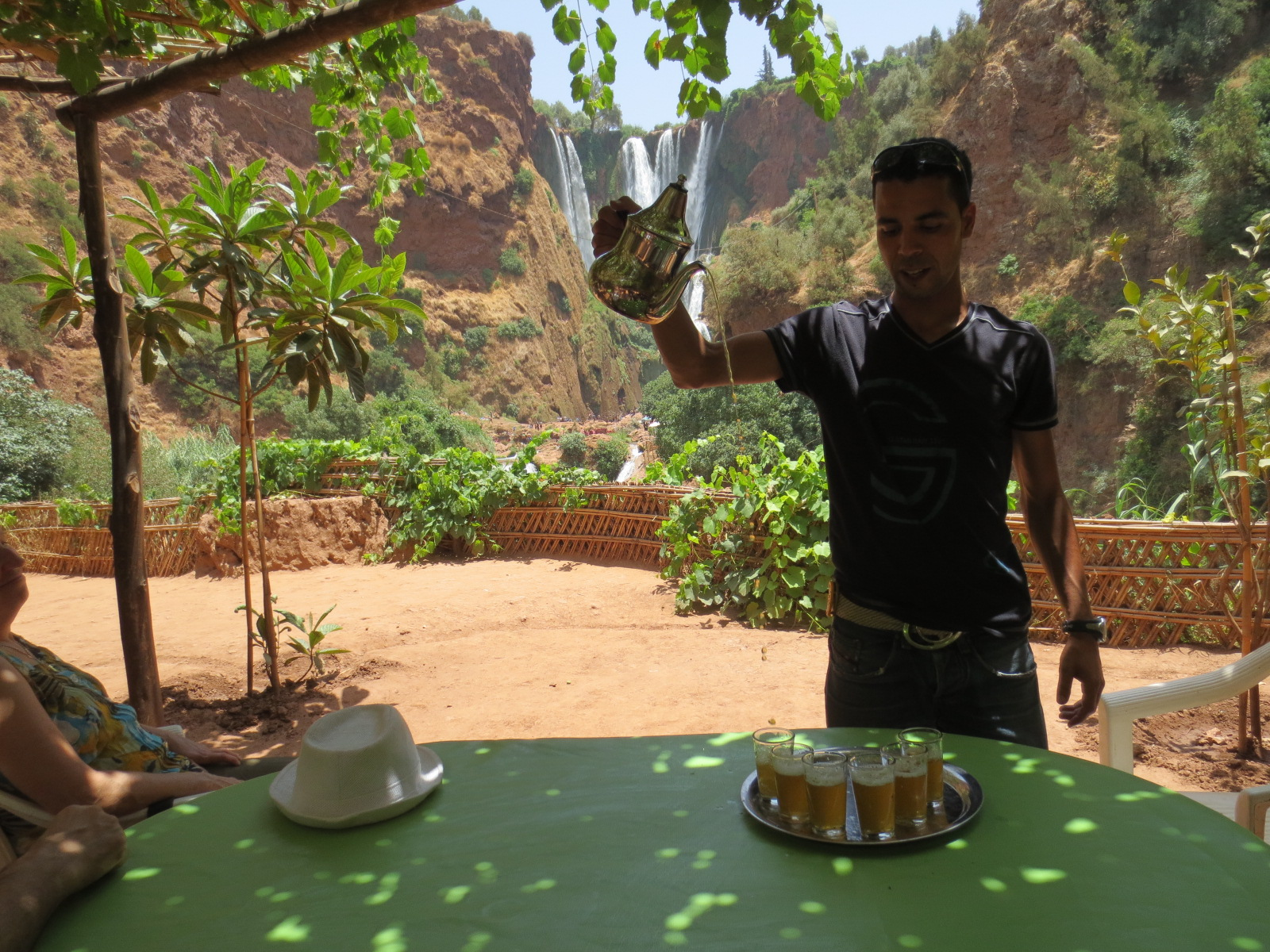
Thé à la menthe traditionnel
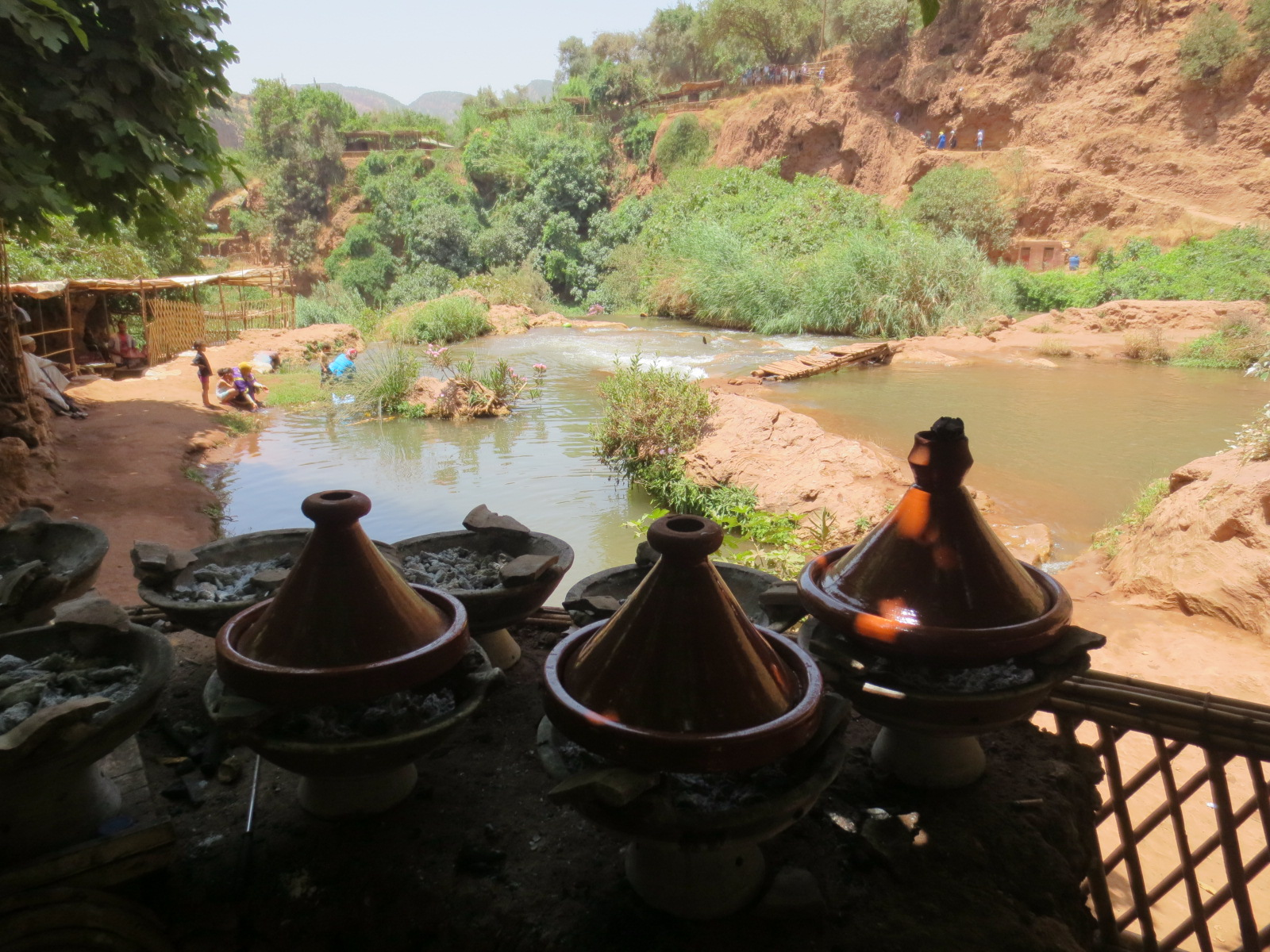
Tajines, des cuisines berbère et marocaine
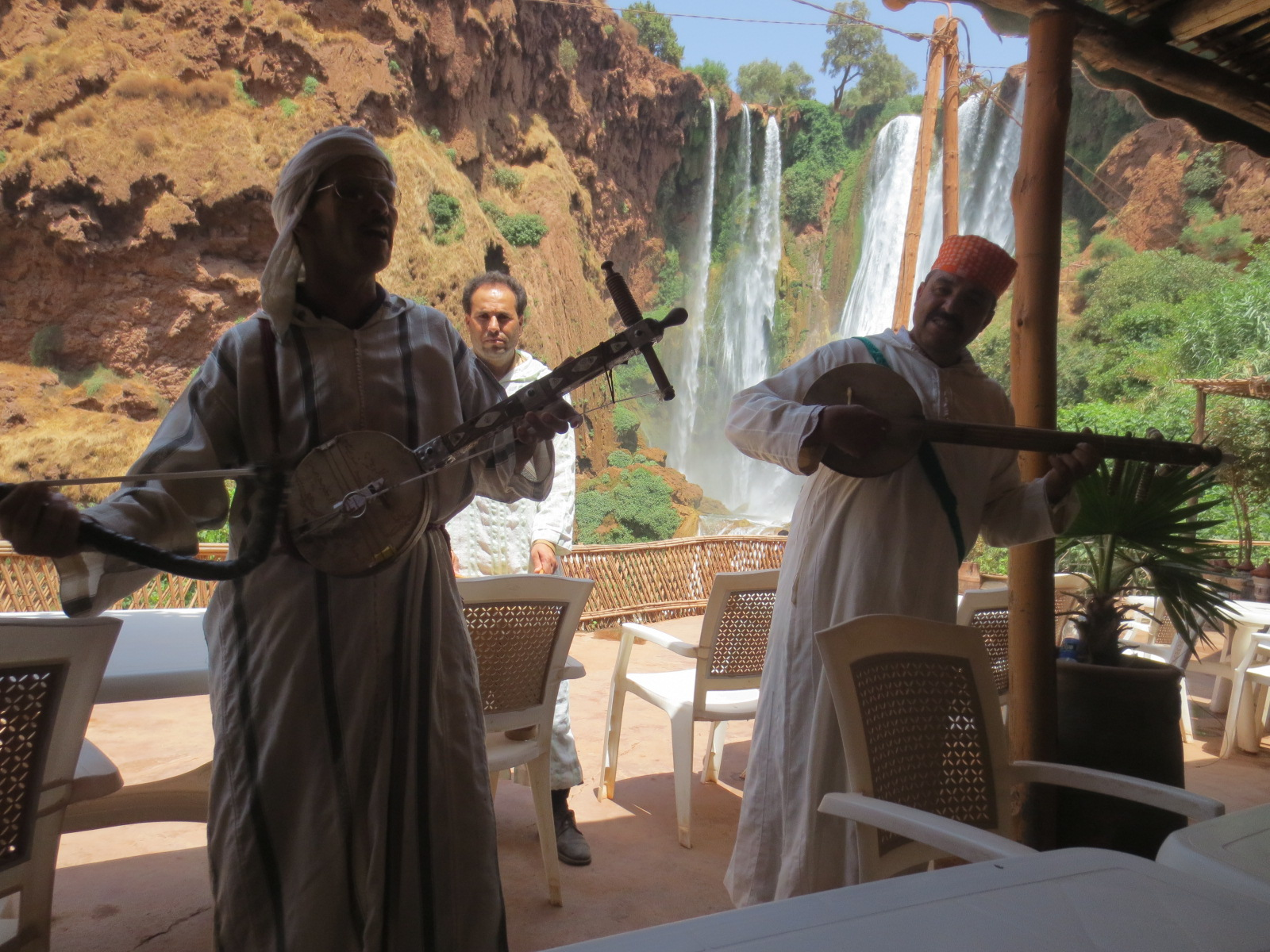
Groupe folklorique marocain
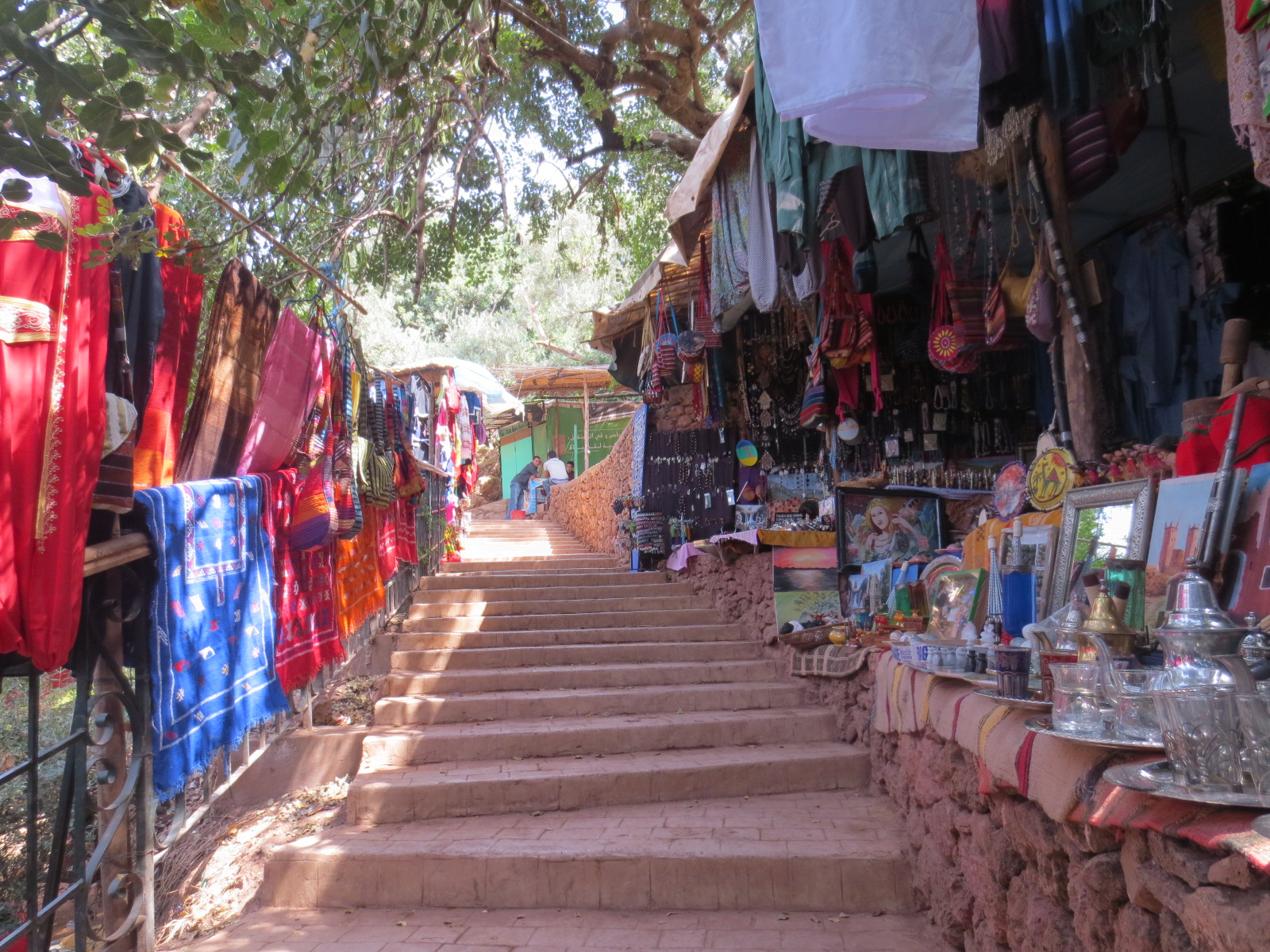
Boutiques d'artisanat marocain